# نقير
النقير من المكاييل و الموازين الشرعية، ورد ذكره في القرآن مرتين ، ويُضرب به المثل للشيء التافه ، وقد قُدِر النقير بـستة قطميرات أي ما يعادل : ٠٠٠٠1656, ٠ جراماً).

## تعريف النقير
- لغة : قال ابْنُ السِّكِّيتِ فِي قَوْلِهِ: وَلا يُظْلَمُونَ نَقِيراً ، النَّقِيرُ النُّكْتَةُ الَّتِي فِي ظَهْرِ النَّوَاةِ. وَرُوِيَ عَنْ أَبي الْهَيْثَمِ أَنه قَالَ: النَّقِيرُ نُقْرَةٌ فِي ظَهْرِ النَّوَاةِ مِنْهَا تَنْبُتُ النَّخْلَةُ.[2]
- اصطلاحاً : من الاوزان الدقيقة، ويساوي ستة قطميرات أي ما يعادل : ٠٠٠٠1656, ٠ جراماً.[1]

وقال محمد رواس : النقير: من الاوزان الدقيقة، ويساوي جزءا من ألفين وخمسمائة واثنين وتسعين جزء من حبة الشعير = ٠٠٠٠٢٣٩, ٠ غراماً .

## النقير في القرآن
وردت لفظة النقير في القرآن الكريم مرتين، و كلاهما في سورة النساء :
1. قال الله تعالى : ﴿أَمْ لَهُمْ نَصِيبٌ مِنَ الْمُلْكِ فَإِذًا لَا يُؤْتُونَ النَّاسَ نَقِيرًا ۝٥٣﴾ [النساء:53] .النقطة التي في ظهر النواة. يقول: لا يعطون الناس شيئا ولا مقدار تلك النقطة.[4]واعلم أن ذكر النقير هاهنا تمثيل، والغرض انهم يبخلون بأقل القليل.[5]
2. قال الله تعالى: ﴿وَمَنْ يَعْمَلْ مِنَ الصَّالِحَاتِ مِنْ ذَكَرٍ أَوْ أُنْثَى وَهُوَ مُؤْمِنٌ فَأُولَئِكَ يَدْخُلُونَ الْجَنَّةَ وَلَا يُظْلَمُونَ نَقِيرًا ۝١٢٤﴾ [النساء:124]، وَلا يُظْلَمُونَ نَقِيراً أي لا ينقصون شيئا حقيرا من ثواب أعمالهم، فإن النقير علم في القلة والحقارة.[6]

## الفرق بين النقير و القطمير
وفي النواة ثلاثة أشياء ذكرها الله في القرآن لبيان حقارة الشيء:
- القطمير: وهو اللفافة الرقيقة التي على النواة.
- الفتيل: وهو سلك يكون في الشق الذي في النواة.
- النقير: وهي النقرة التي تكون على ظهر النواة.[7][8]

## النقير في أمثال العرب و أشعارهم
- شَرْوَى نَقِيرِ : يقولون (فلان لا يملك شروى نقير) يريدون أنه لا يملك شيئا ولو كان قليلاً مثل النقير.

قال المتنبي :
النقير النقرة تكون في ظهر النواة يضرب مثلا للشيء الحقير شروي الشيء مثله ومعنى قل فيها أي أكثر القول وقل ما شئت فإن فيه مقالاتٍ يذكر كثرة تعبه وقلة نيله يقول كم من حاجة تعبت فيها أو شغفت بها ثم لم أقض منها شيئاً قليلا .